# Condado de Granville
El condado de Granville (en inglés: Granville County, North Carolina), fundado en 1746, es uno de los 100 condados del estado estadounidense de Carolina del Norte. En el año 2000 tenía una población de 48 498 habitantes con densidad poblacional de 35 personas por km². La sede del condado es Oxford.

## Geografía
Según la Oficina del Censo, el condado tiene un área total de 1391 km² (537,1 mi²), de la cual 1375 km² (530,9 mi²) es tierra y 13 km² (5 mi²) es agua.

### Municipios
El condado se divide en nueve municipios: Municipio de Brassfield, Municipio de Dutchville, Municipio de Fishing Creek, Municipio de Oak Hill, Municipio de Oxford, Municipio de Salem, Municipio de Sassafras Fork, Municipio de Tally Ho y Municipio de Walnut Grove.

### Condados adyacentes
- Condado de Mecklenburg norte
- Condado de Vence este
- Condado de Franklin sureste
- Condado de Wake sur
- Condado de Durham suroeste
- Condado de Person oeste
- Condado de Halifax norte-noroeste

### Área Nacional protegida
- Bosque Nacional Nantahala (parte)

## Demografía
En el 2000 la renta per cápita promedia del condado era de $39 965, y el ingreso promedio para una familia era de $46 013. El ingreso per cápita para el condado era de $17 118. En 2000 los hombres tenían un ingreso per cápita de $30 418 contra $24 840 para las mujeres. Alrededor del 11.70% de la población estaba bajo el umbral de pobreza nacional.

## Lugares

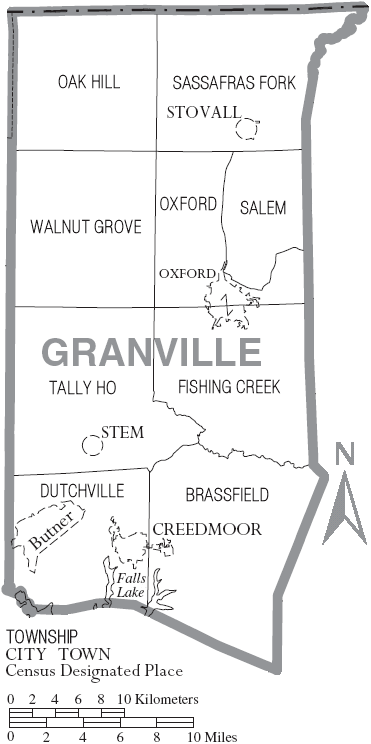
Mapa del Condado de Granville en Carolina del Norte con sus municipios

### Ciudades y pueblos
- Butner
- Creedmoor
- Oxford
- Stem
- Stovall

### Comunidades incorporadas
- Lewis